# Compagnia di Sant'Orsola
La Compagnia di Sant'Orsola - Istituto Secolare di Sant'Angela Merici, è un istituto secolare femminile di diritto pontificio.

## Storia

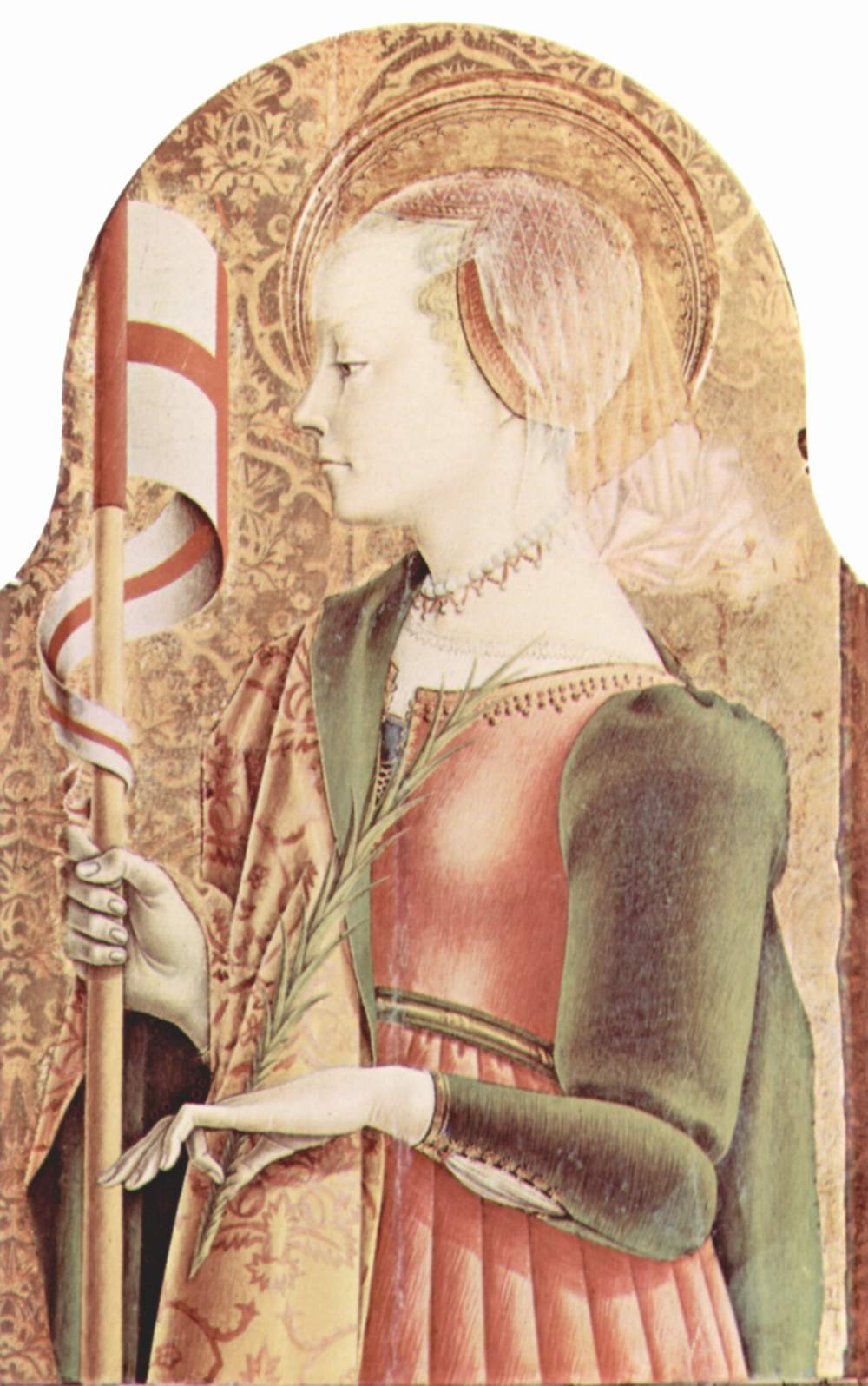
Sant'Orsola, titolare della compagnia, in un dipinto di Carlo Crivelli

L'originaria Compagnia di Sant'Orsola venne fondata a Brescia nel 1535 da Angela Merici e venne approvata da papa Paolo III con la bolla Regimini universalis ecclesiae del 3 giugno 1544: fu la prima forma di vita consacrata nel secolo approvata dalla Chiesa.
Negli anni successivi molte comunità di orsoline vennero riunite in conventi o dovettero accettare la monacazione. La compagnia secolare sopravvisse fino al periodo napoleonico.
La rinascita delle orsoline secolari fu promossa a Mornese da Angelo Maccagno nel 1850 e nel 1856 a Genova da Giuseppe Frassinetti, che redasse per loro anche una regola: le orsoline secolari si diffusero in tutta Italia ma, pur osservando tutte le regole di Frassinetti, ogni compagnia diocesana era autonoma e riconosceva il proprio vescovo come superiore.
Nel 1866 le sorelle Maddalena ed Elisabetta Girelli ricostituirono la compagnia a Brescia ma il vescovo Girolamo Verzeri fece adottare loro la regola delle orsoline di San Carlo, ritenute quelle originali: tutte le compagnie si adeguarono abbandonando la regola di Frassinetti.
Dopo la pubblicazione della costituzione Provida Mater Ecclesia (1947), che riconobbe gli istituti secolari, le varie compagnie diocesane adottarono questa forma di vita: nel 1952 si riunirono in una federazione, approvata dalla Santa Sede il 21 gennaio 1956.
Con il decreto Vetustum et praeclarum Institutum del 28 maggio 1958 la Compagnia di Sant'Orsola venne approvata come istituto secolare di diritto pontificio: alcune compagnie diocesane (di Brescia, di Mantova, di Verona) preferirono non aderire alla federazione.

## Attività e diffusione
Le orsoline secolari non hanno finalità specifiche, ma si impegnano a testimoniare nella vita quotidiana la forza rinnovatrice del Vangelo.
Le compagnie federate, diocesane o interdiocesane, sono in Italia, Brasile, Canada, Francia, Germania, Malta, Polonia, Slovacchia; le orsoline della Compagnia operano anche in Austria, Bangladesh, Camerun, Repubblica Democratica del Congo, Eritrea, Etiopia, Indonesia, Madagascar, Messico, Singapore, Slovenia, Stati Uniti d'America, Svizzera.
La sede centrale è in frazione Mottaziana di Borgonovo Val Tidone.